# Sammy Virji
Samuel Bashir Virji (Londen, 30 september 1996) is een Brits diskjockey en muziekproducent. Hij staat bekend als een van de grondleggers van NUKG en om zijn energieke live-sets, waaronder die bij Boiler Room. Zijn definitieve doorbraak kwam in 2023 met zijn virale set bij DJ Mag.
Zijn album Spice Up My Life bereikte plek 7 in de UK Dance Albums Chart, en If U Need It haalde plek 85 in de UK Singles Chart.

## Biografie
Virji werd geboren in Londen en verhuisde op jonge leeftijd naar Oxfordshire, waar hij zich vestigde in Witney. Zijn vader Fayyaz Virji speelde trombone op The Miseducation of Lauryn Hill, een album dat werd beschreven als een van de meest kritisch en commercieel succesvolle albums in zowel neo-soul als populaire muziek. Virji zijn platenverzameling bevatte Latijns-Amerikaanse muziek, Afrikaanse muziek en jazz.
Sammy's eerste grote interesse in muziek was van Michael Jackson, en daardoor muziek van het platenlabel Motown. Hij begon met muziek componeren op piano en gitaar en maakte daarna zijn eigen muziek met GarageBand, waarna hij overstapte op Logic Pro dat deed hij op de computer van zijn vader.
Op zestienjarige leeftijd begon hij naar dubstep te luisteren nadat een vriend hem 'Rinse: 06' gaf, een Rinse FM-cd gemixt door Plastician, gevolgd door een cd van Skream. Even later ging hij biologie studeren aan het Newcastle University. Tijdens zijn studie raakte hij betrokken bij bassline nadat hij Flava D in een club zag optreden en besloot dat hij hetzelfde wilde doen. Uiteindelijk stopte hij in zijn derde studiejaar om zich volledig op muziek te richten.
Hij begon in 2015 met het uitbrengen van muziek binnen het bassline-genre. Veel van zijn nummers tot 2019 bevatten afbeeldingen en samples van televisiekok Ainsley Harriott. In deze periode was hij een actieve gebruiker van de Facebook-groep Lengoland, een bass music-forum dat bestond van 2017 tot 2021.
Later verlegde hij zijn focus naar het genre UK garage en begon vanaf 2019 met het produceren in dit genre. Rond deze tijd vroeg Conducta of hij een van Virji's tracks kon uitbrengen op zijn Kiwi Rekords-label. Dit label bracht verschillende van zijn werken uit, waaronder Shapes en Whippet. In 2020 bracht Virji zijn debuutalbum Spice Up My Life uit, nadat hij eerder de single Until Tomorrow had uitgebracht. Het album bereikte de zevende plaats in de UK Dance Albums Chart.
Later dat jaar bracht hij 'Santorini' uit, een samenwerking met housemuzikant Smokey Bubblin' B, dat verscheen op de 1Forty-compilatie-EP '1FFNG005: Funky & Garage'.
In 2022 werd zijn nummer Daga Da gebruikt in een reclamecampagne voor een laagcalorische variant van Strongbow-cider. Vervolgens bracht hij een remix uit van Piri & Tommy's On & On.
In december 2022 ging zijn samenwerking Peach met Salute in première tijdens een Boiler Room-set in Melbourne. Het nummer werd geschreven in een schrijfsessie met Salute en geproduceerd door trial and error. De track werd uitgebracht in maart 2023 en verscheen later op Salute's EP Shield in mei.
Op 21 februari 2025, tijdens zijn Europe Tour, stond Virji met zijn eigen Boiler Room-set in Paradiso, Amsterdam.

## Privé
Virji's roots liggen deels in Tanzania. Zijn vader, Fayyaz Virji, emigreerde op jonge leeftijd naar Londen. In 2022 bracht Virji samen met zijn vader het nummer 5 Stars uit. Hij heeft meerdere broers en één zus, Lucy Farida Virji. In 2021 werkte hij met haar samen aan het nummer Alright, waarbij zijn zus de zang verzorgde.

## Discografie

### Albums
| Titel            | Albumdetails                                                                       | UK Indie | UK Dance |
| ---------------- | ---------------------------------------------------------------------------------- | -------- | -------- |
| Spice Up My Life | Uitgebracht: 8 mei 2020 Formaat: CD, digitaal, LP Label: Onafhankelijk uitgebracht | 48       | 7        |

### EP's
| Titel            | Details |
| ---------------- | --- |
| We'll Be Alright | Uitgebracht: 28 mei 2021 Formaat: Digitaal, streaming                                                      |
| Blue Breeze      | Uitgebracht: 2 september 2022 Formaat: Digitaal, streaming                                                 |
| Shield           | Uitgebracht: mei 2023 Formaat: Digitaal, streaming Artiest: Salute met bijdrage van Sammy Virji op "Peach" |

### Singles
| Titel                                                 | Jaar | UK | UK Dance | NZ Hot | Certificeringen | Album                    |
| ----------------------------------------------------- | ---- | -- | -------- | ------ | --------------- | ------------------------ |
| Anything 2 Me (met Livsey)                            | 2017 | —  | —        | —      |                 |                          |
| To the Beat/Uh Oh                                     | 2017 | —  | —        | —      |                 |                          |
| Too Much Conversation                                 | 2018 | —  | —        | —      |                 |                          |
| Falling (met Mikey B)                                 | 2018 | —  | —        | —      |                 |                          |
| Find My Way Home                                      | 2018 | —  | —        | —      |                 |                          |
| Believing                                             | 2018 | —  | —        | —      |                 |                          |
| Shapes (Oh Will)                                      | 2019 | —  | —        | —      |                 |                          |
| Show Me (VIP) (met Hamdi)                             | 2019 | —  | —        | —      |                 |                          |
| Ride It                                               | 2019 | —  | —        | —      |                 |                          |
| Whippet (met Conducta)                                | 2019 | —  | —        | —      |                 |                          |
| Dance Flaw                                            | 2020 | —  | —        | —      |                 | Spice Up My Life         |
| Until Tomorrow                                        | 2020 | —  | —        | —      |                 |                          |
| Spice Up My Life (met Paige Eliza)                    | 2020 | —  | —        | —      |                 |                          |
| Santorini (met Smokey Bubblin' B)                     | 2020 | —  | —        | —      |                 | 1FFNG005: Funky & Garage |
| Runaway (met Shift K3Y)                               | 2020 | —  | —        | —      |                 |                          |
| Alright (met Lucy Virji)                              | 2021 | —  | —        | —      |                 | We'll Be Alright         |
| Quarantine Done                                       | 2021 | —  | —        | —      |                 |                          |
| Get Dumb (met MPH)                                    | 2021 | —  | —        | —      |                 |                          |
| Never (met Holy Goof)                                 | 2022 | —  | —        | —      |                 |                          |
| No Other (met Ragga Twins)                            | 2022 | —  | —        | —      |                 |                          |
| Pula                                                  | 2022 | —  | —        | —      |                 |                          |
| Reverence                                             | 2022 | —  | —        | —      |                 |                          |
| Truth (met Flava D)                                   | 2022 | —  | —        | —      |                 |                          |
| 5 Star (met Fayyaz Virji)                             | 2022 | —  | —        | —      |                 | Blue Breeze              |
| Poolside (met Katy Alex)                              | 2022 | —  | —        | —      |                 |                          |
| Peach (met Salute)                                    | 2023 | —  | —        | —      |                 | Shield                   |
| Shella Verse (met Flowdan)                            | 2023 | —  | —        | —      |                 |                          |
| If U Need It                                          | 2023 | 85 | 27       | —      | BPI: Zilver     |                          |
| Hot in Here (met Champion)                            | 2024 | —  | —        | —      |                 |                          |
| Moonlight                                             | 2024 | —  | —        | —      |                 |                          |
| Summertime Blues (met Chris Lake en Nathan Nicholson) | 2024 | —  | —        | —      |                 |                          |
| Damager (met Interplanetary Criminal)                 | 2024 | —  | —        | 19     |                 |                          |
| I Guess We're Not the Same                            | 2025 | —  | —        | 21     |                 |                          |

### Remixen
| Nummer      | Artiest          | Jaar |
| ----------- | ---------------- | ---- |
| Quick Drive | Niko B           | 2020 |
| Time        | Conducta, JGrrey | 2021 |
| On & On     | Piri & Tommy     | 2022 |
| Goodums     | Unknown T        | 2023 |
| Counting    | Hamdi            | 2024 |

### Overige verschijningen
| Nummer         | Jaar | Album            |
| -------------- | ---- | ---------------- |
| Do Me A Favour | 2017 | Chips N Gravy EP |
| Like That      | 2017 | Chips N Gravy EP |
| Oh My          | 2017 | Chips N Gravy EP |